# Васлуйський тролейбус
Васлуйський тролейбус — тролейбусна мережа в місті Васлуй в Румунії. Система поєднує місто та приміське село Моара-Гречилор.

## Історія
Тролейбусний рух у місті відкрито 1 травня 1994 року. На єдиному маршруті, що сполучала залізничний вокзал і колишню текстильну фабрику, працювало 5 тролейбусів. Через списання усіх 5 тролейбусів 2009 року рух призупинено. Відновлено його 2016 року, коли надійшли 3 вживані тролейбуси, проте через технічні несправності того ж року їх списано і рух вдруге зупинився. У березні 2023 року надійшла партія вживаних тролейбусів і після перевірки контактної мережі, авторизації персоналу з 4 серпня 2023 року рух відновлено.

## Лінії
У місті діє єдиний тролейбусний маршрут, що сполучає місто Васлуй (залізничний вокзал) та приміське село Моара-Гречилор.

## Рухомий склад
- ROCAR 217E (1994—2009, 5 одиниць)
- Gräf & Stift GE112 M16 (2015—2016, 3 одиниці)
- Solaris Trollino 12M (з 2023, 10 одиниць)